# Ödön Beniczky

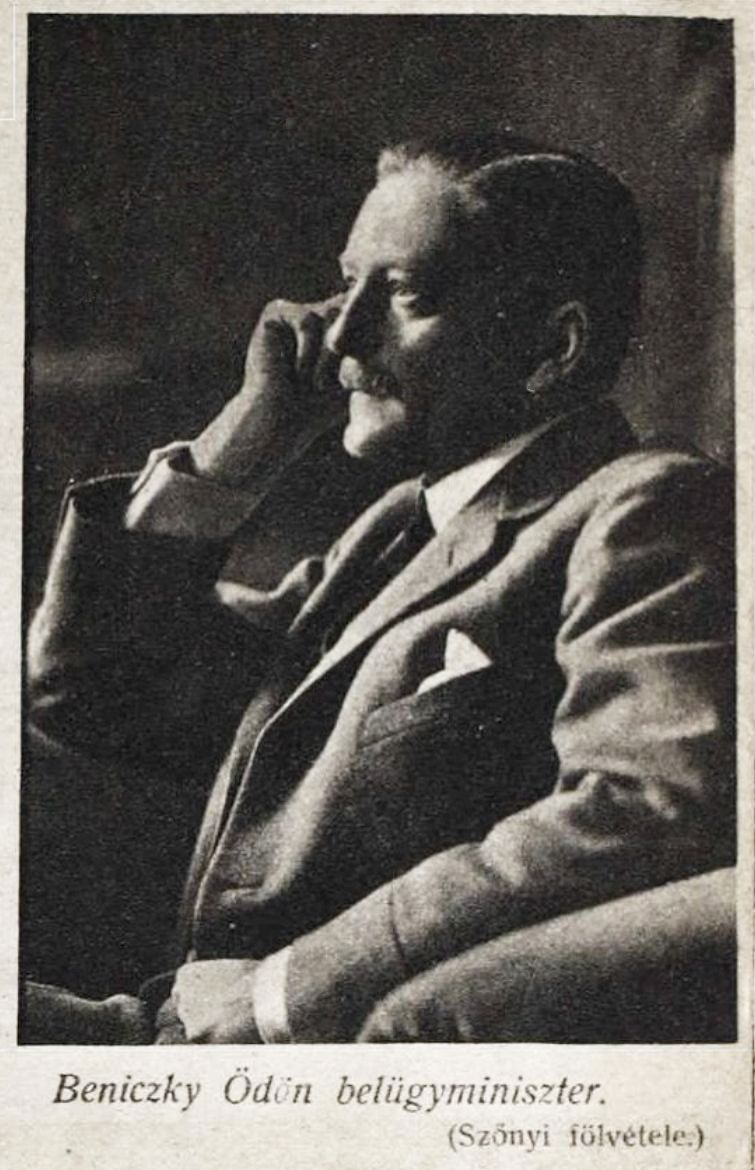
Ödön Beniczky (1919)

Ödön Beniczky von Benicze und Micsinye (* 12. Februar 1878 in Zólyom, Komitat Zólyom; † 20. Januar 1931 in Budapest) war ein ungarischer Politiker, Obergespan und Innenminister (1919/20).

## Leben
Nach Besuch der Schulen in Besztercebánya und Kalocsa studierte Beniczky Jura und Staatswissenschaften in Budapest. Von 1906 bis 1916 war er als Mitglied er Katholischen Volkspartei (katólikus néppárt) Reichstagsabgeordneter für den Wahlkreis Rózsahegy im Komitat Liptó. 1917 wurde er Obergespan der Komitate Bars und Esztergom. Während der Ungarischen Räterepublik und wurde Mitglied des gegenrevolutionären Komitees in Wien. Nach Zusammenbruch der Räterepublik im August 1919 war Beniczky bis September Staatssekretär im Innenministerium und danach von 11. September 1919 bis 15. März 1920 Innenminister in den Kabinetten von István Friedrich und Károly Huszár. Von 1920 bis 1922 war Beniczky Abgeordneter der Nationalversammlung (nemzetgyűlés) für den Wahlkreis Szombathely. Beniczky unterstützte in dieser Zeit die erfolglosen Restaurationsversuche König Karls IV. und wurde im Zuge dessen interniert. 1925 wurde er wegen Beleidigung des Reichsverwesers Miklós Horthy zu zwei Jahren Haft verurteilt. Danach zog er sich aus der Politik zurück und beging 1931 Suizid.